# Павлов, Михаил Павлович (экономист)
Михаил Павлович Павлов (род. 21 ноября 1923, станица Усть-Белокалитвинская, Ростовская область) — советский и российский экономист, доктор экономических наук, профессор, ректор Шахтинского педагогического института, ректор Чеченского государственного университета, заслуженный деятель науки Чечено-Ингушской АССР (1974), действительный член Международной академии науки и практики управления производством (1996), член-корреспондент РАЕН. Участник Великой Отечественной войны.

## Биография
В 1941 году окончил школу младших командиров в Сталинграде, после чего воевал на Южном, Воронежском и Калининском фронтах.
В 1946 году демобилизовался в звании лейтенанта. Работал на различных должностях в райсовете Белой Калитвы и Ростовском обкоме КПСС. В 1951 году начал преподавать в Шахтинском горном техникуме. В 1953 году окончил Всесоюзный заочный финансовый институт по специальности «Экономика». В 1957 году стал преподавателем Шахтинского педагогического института, а в 1965 году был назначен ректором этого института. В 1969 году институт был закрыт, а Павлов стал заведующим кафедрой политической экономии Новочеркасского политехнического института.
В мае 1970 года Павлов был назначен первым ректором Чечено-Ингушского педагогического института. В 1972 году институт был преобразован в университет. В 1975 году Павлов защитил докторскую диссертацию по теме «Прибыль в системе хозрасчетных отношений: вопросы теории и практики на материалах угольной промышленности». В 1986 году он оставил должность и вернулся на работу в Новочеркасский политехнический институт. По его инициативе в 1990 году в институте был открыт экономический факультет, а Павлов стал его первым деканом (согласно другим источникам, кафедра была основана в 1934 году, а Павлов был руководителем кафедры в 1969—1970 и 1988—1993 годах).
Павлов является автором более 130 научных работ, среди которых несколько монографий. Под его руководством подготовлено 2 доктора наук и 9 кандидатов наук. Его ратные и трудовые достижения были отмечены орденом Отечественной войны и 12 медалями.